# Eleuterio
Eleuterio (Nicópolis, ¿?-Roma, 24 de mayo de 189) fue el tredécimo papa de la Iglesia católica, de 175 a 189.
Este papa, cuyo nombre en griego significa “hombre libre” y parece indicar que fue un esclavo liberado, llegó a Roma acompañando al papa Aniceto y durante el pontificado de este fue diácono de la Iglesia de Roma y actuó como secretario papal en el encuentro que Aniceto tuvo con Policarpo de Esmirna.
Fue elegido papa en el año 175, por lo que es el último papa que aparece en la lista publicada por San Ireneo del año 180. Sus primeros cinco años de pontificado tuvieron lugar durante el mandato del emperador Marco Aurelio quien ya había relajado su ímpetu perseguidor contra los cristianos, pero será a la subida al trono de su hijo Cómodo cuando cesen las persecuciones y la Iglesia pueda dedicarse a solucionar las divisiones que las doctrinas gnósticas, montanista y marcionita habían provocado en su seno.
Alrededor del 177, Ireneo, nativo de Esmirna, acompaña a varios confesores de Lyon a ver al papa Eleuterio para discutir con él la cuestión de los efectos de la herejía Montanista. Ireneo es portador de una carta en la que la iglesia de Lyon ruega al papa que preserve la unidad de la comunidad.
Más tarde, también por motivos de la controversia montanista, vino a Roma a reunirse con Eleuterio, el obispo Abercius de Hierápolis en Frigia. También en tiempos de Eleuterio tiene lugar en Roma el cisma de Blasto debido a la cuestión pascual.
Durante el pontificado de Eleuterio, Ireneo escribe una gran obra contra los gnósticos, el Adversus haereses, donde estudia todas las escuelas heterodoxas.
Eleuterio mandó a Fugacio y Damián a convertir a los bretones. Suprimió algunas costumbres hebraicas sobre la pureza e impureza de las viandas de las cuales los cristianos daban gran importancia.
No hay información sobre si sufrió martirio, fue enterrado en la Necrópolis vaticana, cerca del cuerpo del Apóstol Pedro. La tradición posterior ha trasladado su cuerpo a la Iglesia de San Juan della Pigna, cerca del Panteón de Roma. En 1591, sus restos fueron nuevamente trasladados a la Iglesia de Santa Susana a petición de Camila Peretti, hermana del Papa Sixto V. Su fiesta se celebra el 26 de mayo.